# Asgard (Marvel Comics)
Pour les articles homonymes, voir Asgard.
Asgard est un royaume extradimensionnel de fiction présent dans l'univers Marvel de la maison d'édition Marvel Comics. Créé par les scénaristes Stan Lee et Larry Lieber et le dessinateur Jack Kirby, Asgard apparaît pour la première fois dans le comic book Journey into Mystery #85 en octobre 1962.
Basé sur son homologue Ásgard, la cité des dieux Ases dans la mythologie nordique, Asgard est la patrie des Asgardiens et repose sur l'arbre du monde Yggdrasil, qui comporte neuf mondes sur cinq niveaux. C'est là que demeurent les dieux scandinaves du panthéon Marvel.

## Définitions
Le terme « Asgard » désigne à la fois :
- le monde d'Asgard, existant sous forme de planétoïde ou de continent flottant extra-dimensionnel[2], au sein duquel coexistent le royaume d'Asgard et huit royaumes (aussi appelés les « Neuf Mondes »), mais aussi bien d'autres régions.

Ce « demi-plan », dont la surface équivaut grosso modo à celle des États-Unis, possède des caractéristiques et des lois physiques souvent différentes de celles de la Terre et qui peuvent aussi varier selon la région concernée. Bien qu'il y ait neuf mondes aujourd'hui, il en exista un dixième qui fut séparé des neuf autres par une puissante magie ;
- le royaume d'Asgard ;
- la cité d'Asgard, capitale du royaume homonyme.

## Histoire

### Le passé
- Dans un lointain passé, Bor (père d'Odin) fonda la cité d'Asgard et son royaume. Par la suite (vers -8000 avant J.-C.), Odin descendit sur Midgard et y créa la  « race nordique » (ex nihilo ou à partir d'humains déjà existants).
- Bien plus tard, Bor mourut dans un énième combat contre les géants du froid, ennemis récurrents d'Asgard ; Odin devint alors le nouveau souverain d'Asgard.
- Odin tua Farbauti, le roi des géants du froid, et adopta son fils, Loki.
- Les  « anges » du Dixième Monde, Heven, firent la guerre à Asgard. Au cours de celle-ci, Aldrif (connue maintenant sous le nom d'Angela), fille d'Odin et de Freya (en) (et donc sœur de Thor), mourut. Odin punit les assaillants en séparant Heven des neuf autres mondes et de leur dimension ; puis, cette histoire sombra dans l'oubli[3].

### Histoire récente
Pendant quelques mois, la cité d'Asgard se situa aux États-Unis dans l'Oklahoma, à Broxton, à 60-70 km à l'ouest d'Oklahoma City, dans le comté de Caddo.

## Les régions d'Asgard

### Les neuf mondes
1. Asgard
2. Vanaheim
3. Álfheim, la demeure des Elfes de la Lumière.
4. Nifleheim, le royaume des brumes et des Nibelungen
5. Midgard, la Terre.
6. Jotunheim, le domaine des géants de glaces, comme Ymir (en).
7. Svartalfheim, la demeure des Elfes Noirs.
8. Hel, le royaume des morts, palais de la déesse Héla.
9. Muspellheim, le pays des démons de feu, comme Surtur.

### Autres régions
- Gundersheim
- Gymirsgard
- Hindi
- la Forêt des Nornes
- la Forêt Enchantée
- la Forêt des plantes cauchemars
- la Mer de la Peur
- la Mer de l'espace (autour du continent)
- la Mer de Marmora
- le Domaine de l'homme Noir
- le Domaine des Enchanteurs
- le Domaine des Trolls
- le Pays d'Hogun
- le Royaume de Harokin
- le Royaume de Jolena
- le Valhalla
- Nastrond
- Nidavellir, le pays des Nains.
- Nornheim
- Ringsfjord
- Skornheim
- Thryheim
- Varinheim

Asgard est relié à Midgard (la Terre-616) par une porte dimensionnelle, le Bifröst, aussi nommé le « Pont de l'arc-en-ciel » en raison de sa forme.

## Les Asgardiens
Liste (non exhaustive) des entités d'Asgard aux pouvoirs divins et qui vivent au royaume d'Asgard
(nom, rôle, citoyenneté, 1re apparition) :
- Amora l'enchanteresse, sorcière, citoyenne d'Asgard (apparaît pour la première fois dans Journey into Mystery #103).
- Balder, dieu de la lumière (Journey into Mystery #85).
- Fandral, seigneur de l’épée, membre du Trio palatin (Journey into Mystery #119).
- Frey, dieu de la moisson (Thor #274).
- Frigga, reine d'Asgard, déesse du mariage (Journey into Mystery #92).
- Heimdall, gardien du Pont de l'arc-en-ciel (Journey into Mystery #85).
- Hela, déesse de la mort (Journey into Mystery #102).
- Hermod, dieu de la vitesse (Thor #275).
- Hogun, maître de la masse, membre du Trio palatin (Journey into Mystery #119).
- Idunn, déesse de l'immortalité (Journey into Mystery #114).
- Karnilla, reine des Nornes, amoureuse de Balder (Journey into Mystery #107).
- Kelda, citoyenne d'Asgard (Thor (vol. 3) #6).
- Loki, frère adoptif de Thor qui s'oppose très souvent à lui (Journey into Mystery #85).
- Lorelei, sorcière, citoyenne d'Asgard (Thor #337).
- Odin, seigneur d'Asgard, père de Thor et père adoptif de Loki. Considéré comme mort (Journey into Mystery #85).
- Sif, déesse de la chasse, fiancée de Thor (Thor #136).
- Sigyn, déesse de la fidélité (Thor #274).
- Thor, dieu du tonnerre et de la foudre (Journey into Mystery #83).
- Tyr, dieu de la guerre (Journey into Mystery #85).
- Vidar, chasseur et guerrier, citoyen d'Asgard en exil (Thor #337).
- Volla, déesse de la prophétie (Thor #127).
- Volstagg, dieu de la sangle, membre du Trio palatin (Journey into Mystery #119).
- la Valkyrie (Brunehilde), guerrière (Avengers #83).

### Allié
- Beta Ray Bill, guerrier extra-terrestre, citoyen honoraire d'Asgard (Thor Annual #12).

### Autre
- Le Destructeur, armure enchantée créée par Odin (Journey into Mystery #118).

## Uru
L'uru est un métal imaginaire présent dans l'univers Marvel, uniquement dans la dimension d'Asgard. Capable de stocker les énergies magiques, les Asgardiens l'utilisent comme matériau pour fabriquer leurs armes mystiques : Mjolnir (le marteau de Thor), Gungnir (la lance d'Odin) ou encore la masse enchantée de Thunderstrike.
Ce métal enchanté est aussi résistant que l'adamantium (l'uru et l'adamantine, la version « mystique » de l'adamantium, semblent être le même métal, avec seulement un nom différent) et est virtuellement incassable.

## Apparitions dans d'autres médias

### Cinéma
Asgard apparaît dans divers films consacrés au personnage de Thor dans l'univers cinématographique Marvel (MCU).

#### ThoretThor: Le monde des ténèbres
Dans Thor (2011) et Thor : Le Monde des ténèbres (2013), Asgard est présenté comme une sorte de planète plate, apparemment située dans la même dimension que la Terre, avec en son centre la cité d'Asgard et à sa périphérie une mer qui se jette dans le vide intersidéral. Le royaume est gouverné par Odin.
Dans Thor : le monde des ténèbres, le royaume est attaqué par les Elfes noirs venus reprendre l'Ether, mais ils sont finalement repoussés au prix de nombreuses vies, dont celle de la reine Frigga. À la fin du film, Loki tend un piège à Odin pour l'envoyer sur Terre usurpe son apparence et son trône à l'insu de tous.

#### Thor: Ragnarok
Durant Thor : Ragnarok (2017), la déesse Hela, sœur aînée de Thor et fille aînée d'Odin, profite de l'absence de ses frères Thor et Loki (en visite à Odin à New York) pour s'emparer du trône. À la fin du film, elle provoque le Ragnarok, c'est-à-dire la destruction d'Asgard. Tandis qu'elle y laisse la vie, Thor, Loki et les Asgardiens survivants s'enfuient. Asgard explose. Thor décide de se rendre sur Terre, malgré la désapprobation de Loki. Soudain, le vaisseau de Thanos apparaît derrière le leur.

#### Avengers: Infinity War
Le début d’Avengers: Infinity War (2018) fait presque directement suite à ce qui précède. Les enfants adoptifs de Thanos attaquent le vaisseau et mettent en pièce les Asgardiens, sauf Thor, Loki, Hulk et Heimdall qui survivent au combat d'une part, et d'autre part la Valkyrie et une partie du peuple (sans doute la moitié, selon l'habitude de Thanos), qui ont pu s'enfuir. Thor est capturé par Thanos et Hulk vaincu.
Heimdall envoie Hulk sur Terre, puis est tué par les enfants adoptifs de Thanos. Loki tente d'amadouer Thanos, puis essaie de le tuer. Mais Thanos réussit à l'empêcher et le tue. Thanos et ses enfants adoptifs s'en vont et pulvérisent le vaisseau. Thor rencontre plus tard les Gardiens de la Galaxie. Il part avec Rocket et Groot chercher Eitri, un nain qui pourrait forger une hache pouvant tuer Thanos. Quand ils arrivent, ils se rendent compte que le cœur de l'étoile à neutron (qui alimente la forge) est éteint. Mais Thor réussit à le rallumer et Eitri forge « Stormbreaker », une hache pouvant tuer Thanos et aussi appeler le Bifrost.
Thor se rend avec Groot et Rocket au Wakanda pour rejoindre les Avengers contre les forces de Thanos. Ils réussissent à tuer les enfants adoptifs de Thanos et à défaire leur armée. Alors que celui-ci réussit à obtenir la Pierre de l'Esprit (la dernière) et la mettre sur le Gant de l'Infini, Thor le blesse avec Stormbeaker. Mais Thanos claque des doigts et active les pouvoirs des Pierres d'Infinité. La moitié de la population de l'univers est alors désintégrée. Thor, toujours roi d'Asgard, survit.

#### Avengers: Endgame
Dans Avengers : Endgame (2019), même si la planète Asgard a disparu, une partie de son peuple a survécu (dont la Valkyrie) et a pu s'installer en Norvège pour y vivre comme des humains. Après avoir tué Thanos, Thor vient s'y installer mais ne se comporte pas en roi (il reste chez lui à jouer à des jeux et boire de la bière). Cinq ans après les événements d'Infinity War, les Avengers viennent rallier Thor à leur cause, pour ramener la moitié de l'univers anéanti par Thanos. Celui-ci les suit.
Lors de la bataille finale contre l'armée de Thanos, le Docteur Strange ouvre des portails dimensionnels pour rallier tous les combattants disponibles, dont les Asgardiens. Après la victoire, Thor rejoint les Gardiens de la Galaxie, laissant la Nouvelle Asgard à la Valkyrie.